# The Hooters
A The Hooters egy amerikai rockegyüttes, amely 1980-ban alakult Philadelphiában. A rock, reggae, ska és folk zene elemeit vegyítik, ezzel teremtve meg hangzásvilágukat.
Legsikeresebb dalaiknak az All You Zombies, a Day by Day, az And We Danced, a Johnny B. és a Satellite mondhatóak. Legutóbbit a Sony Music Entertainment 2010-ben a 16. helyre sorolta az 1980-as évek 100 legnagyobb slágerét összegyűjtő válogatásán. Az 1985-ös Live Aid és az 1990-es The Wall – Live in Berlin koncerteken is felléptek.

## Tagjai

### Jelenlegi tagok
- Eric Bazilian – ének, gitár, mandolin, szaxofon (1980–)
- Rob Hyman – ének, billentyűk, harmonika (1980–)
- David Uosikkinen – dob, ütős hangszerek (1980–)
- John Lilley – gitár, mandolin, billentyűk, ütős hangszerek (1983–)
- Fran Smith Jr. – basszusgitár, vokál (1987–)
- Tommy Williams – gitár, mandolin, vokál (2010–)

### Korábbi tagok
- Bobby Woods – basszusgitár (1980–1982; 2010-ben elhunyt)
- John Kuzma – gitár, vokál (1980–1982; 2011-ben elhunyt)
- Rob Miller – basszusgitár, vokál (1983–1984)
- Andy King – basszusgitár, vokál (1984–1987)
- Mindy Jostyn – hegedű, gitár, vokál (1992–1993; 2005-ben elhunyt)

## Diszkográfia

### Stúdióalbumok
| 1983                                                          | Amore - Megjelent: 1983. december - Kiadó: Antenna (független)                                                | —   | —  | —  | —  | —  | —  | —  | —  | —                                           |
| 1985                                                          | Nervous Night - Megjelent: 1985. április 26. - Kiadó: Columbia                                                | 12  | 39 | 12 | 41 | 46 | —  | —  | —  | - AUS: Arany - CAN: Arany - USA: 2× Platina |
| 1987                                                          | One Way Home - Megjelent: 1987. július - Kiadó: Columbia                                                      | 27  | 59 | 81 | 17 | 12 | 15 | —  | 14 | - USA: Arany                                |
| 1989                                                          | Zig Zag - Megjelent: 1989. október 26. - Kiadó: Columbia                                                      | 115 | 59 | —  | —  | 13 | 12 | 73 | —  | - SWE: Arany                                |
| 1993                                                          | Out of Body - Megjelent: 1993. május 11. - Kiadó: MCA                                                         | —   | —  | —  | 59 | 13 | 12 | 67 | 33 | - SWE: Arany                                |
| 2007                                                          | Time Stand Still - Megjelent: 2007. szeptember 14. - Kiadó: Neo/Sony BMG (EUR) Megaforce/MRI Associated (USA) | —   | —  | —  | —  | —  | —  | —  | —  | —                                           |
| 2023                                                          | Rocking & Swing - Megjelent: 2023. május 12. - Kiadó: Hooters Music                                           | —   | —  | —  | —  | —  | —  | —  | —  | —                                           |
| "—" nem szerepelt a listán, vagy nem jelent meg az országban. | |     |    |    |    |    |    |    |    |                                             |

### Középlemezek
| Év   | Album információ                                                        |
| ---- | ----------------------------------------------------------------------- |
| 2010 | Five by Five: EP - Megjelent: 2010. november 16. - Kiadó: Hooters Music |

### Koncertalbumok
| 1994                                                          | The Hooters Live - Megjelent: 1994. május 9. - Kiadó: MCA                                   | 40 | 25 | 46 |
| 2008                                                          | Both Sides Live - Megjelent: 2008. november 26. - Kiadó: Hooters Music                      | —  | —  | —  |
| 2017                                                          | Give the Music Back: Live Double Album - Megjelent: 2017. június 23. - Kiadó: Hooters Music | —  | —  | —  |
| "—" nem szerepelt a listán, vagy nem jelent meg az országban. |                                                                                             |    |    |    |

### Válogatásalbumok
| Év                                                            | Album információ                                                                  | Helyezések | Helyezések | Helyezések | Helyezések | Eladási minősítések          |
| Év                                                            | Album információ                                                                  | GER        | SWE        | NOR        | SWI        | Eladási minősítések          |
| ------------------------------------------------------------- | --------------------------------------------------------------------------------- | ---------- | ---------- | ---------- | ---------- | ---------------------------- |
| 1992                                                          | Greatest Hits - Megjelent: 1992. október 26. - Kiadó: Columbia                    | 21         | 21         | —          | —          | - GER: Arany[A] - SWE: Arany |
| 1994                                                          | Greatest Hits Vol. 2 - Megjelent: 1994 - Kiadó: Columbia                          | 47         | —          | —          | 33         | —                            |
| 1996                                                          | Hooterization: A Retrospective - Megjelent: 1996. szeptember 3. - Kiadó: Columbia | —          | —          | 6 [B]      | —          | —                            |
| "—" nem szerepelt a listán, vagy nem jelent meg az országban. |                                                                                   |            |            |            |            |                              |

Jegyzetek
- A^ Ez lényegében egy régi kritériumok szerinti minősítés volt. 1999. szeptember 24-ig az Aranylemez minősítést 250 000 eladott lemezért, a Platinalemez minősítést pedig 500 000 eladott lemezért ítélte oda a németországi Nemzetközi Hanglemezipari Szövetség (IFPI, Musik Industrie).[21]
- B^ Norvégiában ez a válogatásalbum The Best of the Hooters címmel jelent meg.[22]

### Kislemezek
| Év                                                            | Cím                            | Helyezések | Helyezések | Helyezések | Helyezések | Helyezések | Helyezések | Helyezések | Helyezések | Helyezések | Helyezések | Helyezések | Helyezések | Album                          |
| Év                                                            | Cím                            | USA        | USA Main.  | CAN        | CAN AC     | AUS        | NZL        | NED        | BEL (FLA)  | GER        | SWE        | IRE        | UK         | Album                          |
| ------------------------------------------------------------- | ------------------------------ | ---------- | ---------- | ---------- | ---------- | ---------- | ---------- | ---------- | ---------- | ---------- | ---------- | ---------- | ---------- | ------------------------------ |
| 1981                                                          | Fightin' on the Same Side      | —          | —          | —          | —          | —          | —          | —          | —          | —          | —          | —          | —          | Amore                          |
| 1982                                                          | All You Zombies                | —          | —          | —          | —          | —          | —          | —          | —          | —          | —          | —          | —          | Amore                          |
| 1984                                                          | Hanging on a Heartbeat         | —          | —          | —          | —          | —          | —          | —          | —          | —          | —          | —          | —          | Amore                          |
| 1985                                                          | All You Zombies                | 58         | 11         | —          | —          | 8          | 16         | —          | —          | 17         | —          | —          | —          | Nervous Night                  |
| 1985                                                          | And We Danced                  | 21         | 3          | 51         | —          | 6          | 9          | —          | —          | 72         | —          | —          | —          | Nervous Night                  |
| 1986                                                          | Day by Day                     | 18         | 3          | 66         | —          | 55         | —          | —          | —          | —          | —          | —          | —          | Nervous Night                  |
| 1986                                                          | Where Do the Children Go       | 38         | 34         | 98         | —          | —          | 20         | —          | —          | —          | —          | —          | —          | Nervous Night                  |
| 1987                                                          | Johnny B                       | 61         | 3          | —          | —          | 74         | —          | —          | —          | 7          | —          | —          | —          | One Way Home                   |
| 1987                                                          | Satellite                      | 61         | 13         | —          | —          | —          | —          | 20         | 35         | 34         | —          | 17         | 22         | One Way Home                   |
| 1988                                                          | Karla with a K                 | —          | —          | —          | —          | —          | —          | —          | —          | —          | —          | —          | 81         | One Way Home                   |
| 1988                                                          | Engine 999                     | —          | —          | —          | —          | —          | —          | —          | —          | —          | —          | —          | —          | One Way Home                   |
| 1989                                                          | 500 Miles                      | 97         | 20         | 60         | 19         | —          | —          | —          | —          | —          | 12         | —          | —          | Zig Zag                        |
| 1990                                                          | Brother, Don't You Walk Away   | —          | 37         | —          | —          | —          | —          | —          | —          | —          | —          | —          | —          | Zig Zag                        |
| 1990                                                          | Heaven Laughs                  | —          | —          | —          | —          | —          | —          | —          | —          | —          | —          | —          | —          | Zig Zag                        |
| 1990                                                          | Don't Knock It 'Til You Try It | —          | —          | —          | —          | —          | —          | —          | —          | —          | —          | —          | —          | Zig Zag                        |
| 1990                                                          | Give the Music Back            | —          | —          | —          | —          | —          | —          | —          | —          | —          | —          | —          | —          | Zig Zag                        |
| 1990                                                          | Silent Night (Shawn Colvinnal) | —          | —          | —          | —          | —          | —          | —          | —          | —          | —          | —          | —          | Acoustic Christmas (válogatás) |
| 1993                                                          | Twenty Five Hours a Day        | —          | —          | —          | —          | —          | —          | 28         | —          | 74         | —          | —          | —          | Out of Body                    |
| 1993                                                          | Boys Will Be Boys              | —          | —          | —          | —          | —          | —          | —          | —          | 53         | 20         | —          | —          | Out of Body                    |
| 1994                                                          | Private Emotion                | —          | —          | —          | —          | —          | —          | —          | —          | —          | —          | —          | —          | Out of Body                    |
| 1995                                                          | Satellite '95                  | —          | —          | —          | —          | —          | —          | —          | —          | —          | —          | —          | —          | Nem jelent meg albumon         |
| 2008                                                          | Time Stand Still               | —          | —          | —          | —          | —          | —          | —          | —          | —          | —          | —          | —          | Time Stand Still               |
| "—" nem szerepelt a listán, vagy nem jelent meg az országban. |                                |            |            |            |            |            |            |            |            |            |            |            |            |                                |

### Videók
| Év   | Cím                          | Típus         | Forr.  |
| ---- | ---------------------------- | ------------- | ------ |
| 1985 | Nervous Night                | Film          |        |
| 1985 | All You Zombies              | Videóklip     | [ 26 ] |
| 1985 | And We Danced                | Videóklip     | [ 27 ] |
| 1986 | Day by Day                   | Videóklip     | [ 28 ] |
| 2003 | The Ultimate Clip Collection | DVD-válogatás |        |

## Díjak és jelölések
| Év   | A jelölés tárgya                 | Jelölt        | Kategória                       | Eredmény | Forr.  |
| ---- | -------------------------------- | ------------- | ------------------------------- | -------- | ------ |
| 1986 | MTV Video Music Awards           | And We Danced | Legjobb új előadó egy videóban  | Jelölve  | [ 29 ] |
| 1986 | Pollstar Concert Industry Awards | Tour          | Legjobb Small Hall / Club Turné | Elnyerte | [ 30 ] |
| 1986 | Pollstar Concert Industry Awards | Tour          | Következő nagy aréna főfellépő  | Jelölve  | [ 30 ] |